# 서네그로스 - 리콜레토스 대학교
서네그로스 - 리콜레토스 대학교(University of Negros Occidental-Recoletos)는 1941년 안토니오 A 리자레스 박사와 프란시스코 킬레이코 박사에 의해 탈리세이 마을에서 설립되었으며, 그 후 처음에는 중등 교육을 1, 2년만 제공했던 옥시덴탈 네그로스 연구소(ONI)로 불렸다. 그러나 1941년 12월 제2차 세계대전이 발발하자 강제로 연구소를 폐쇄했다.
1946년 전쟁 후, ONI는 바콜로드 시의 로신 가에 재설립되었다. 나는 초등학교, 고등학교, 그리고 3개의 대학 학위 프로그램을 제공했다. 그것은 지방 곳곳과 인근 지방으로부터 학생들이 몰리면서 성장했다. 그래서 그것은 현재 서 있는 리자레스 애비뉴의 더 큰 장소로 옮겨졌다. 그것은 초대 총장으로는 안토니오 리자레스 박사와, 초대 이사로는 프란시스코 킬레이코 박사와 함께 신탁위원회가 운영했다.
ONI는 계속 성장했고, 그들이 제공하는 양질의 교육으로 전 지방에서 그 명성을 얻었다. 1957년 5월 15일, ONI는 전 지방의 첫 번째 대학인 네그로스 서양대학(UNO)이 되었다. 5년 후인 1962년 5월 25일 아우구스티누스 리콜 명령서는 UNO를 매입하여 네그로스 서양-레코레토스 대학(UNO-R)으로 명명하였다. 이로 인해 UNO-R은 Negros. Rev. Fr. Federico Terradillos 섬에 있는 최초의 가톨릭 대학교가 되었다. OAR은 UNO-R의 Rector로 임명되었다. 그 회고록들은 교육 분야에서 풍부한 경험을 가져왔다. 온 지방의 모든 청소년들에게 양질의 기독교 카톨릭 교육을 제공하는 것은 사도직이었다.
서네그로스 - 리콜레토스 대학교(University of Negros Occidental-Recoletos)는 질과 우수성의 살아있는 상징으로 서 있다. 그것은 계속해서 가톨릭 교회의 교리에 충실한 졸업생들을 배출하고 있다; 교회의 참여, 가톨릭 기독교 도덕에 충실하고, 사도적이고, 사색적이고 마리안이 영감을 주었다. 이러한 속성을 이용하여, 그들은 UNO-Recoletos가 큰 자부심을 가지고 있는 세계 모든 지역에서 그들이 선택한 노력 분야에서 성공을 거두고 있다. 사실, 그것은 성 아우구스티누스의 철학인 "캐리타스 에 사이언티아"에 바탕을 둔 우수하고 관련 있는 학술 프로그램의 본거지이기 때문에 우수성의 요람이다.
대학은 고등교육 품질보증을 위한 제도적 모니터링 및 평가(IQUAME)의 범주 A(t)이다. 그것의 많은 대학들은 필리핀 인증 학교, 대학, 대학 연합(PAASCU)의 인증을 받았으며, 그 외에도, 그것은 네그로스 지방 대학의 세 개의 CHED 자율 기관 중 하나이다.

## 같이 보기
- 아우구스티노 수도회